# Ишеево (Башкортостан)
Ише́ево (баш. Ишәй) — село в Ишимбайском районе Башкортостана, административный центр Ишеевского сельсовета. Согласно переписи 2020 года население составляло 1040 человек.

## История
Основана башкирами Тальтим-Юрматынской волости Ногайской дороги на собственных землях.
В 1770 году село посетил Иван Лепёхин.

## Происхождение названия
Происходит от башкирского антропонима Ишәй. Это имя носил первопоселенец, известен его сын Юманай Ишеев.
Была известна также под названием Ишпай.

## Население
В 1795 г. в 18 дворах жило 95 чел., в 1865 г. в 80 дворах — 455, в 1906 г. — 885 чел. Перепись 1920 г. показала 1095 чел. В 1939 г. — 1426 чел., в 1959 г. —1243, в 1989 г. — 864, в 2002 г. — 986, в 2010 г. —1000, в 2016 г. — 1333 чел.
| 1800 | 1850 | 1920  | 2002 | 2009  | 2010  |
| ---- | ---- | ----- | ---- | ----- | ----- |
| 94   | ↗182 | ↗1059 | ↘986 | ↗1096 | ↘1000 |

Национальный состав
башкиры, русские.

## Географическое положение
Находится на впадении р. Касьяс в р. Селеук. Село находится у трассы Р-316.
Расстояние до:
- районного центра (Ишимбай): 30 км,
- ближайшей ж/д станции (Стерлитамак): 14 км.

## Экономика
Занимались ишеевцы исстари скотоводством, бортничеством, земледелием. Была водяная мельница. В 1906 году зафиксированы бакалейная лавка, хлебозапасный магазин.
Сейчас — ООО «Ишимбайский гипсовый комбинат», ООО «Интернационал». Специализация: молочное животноводство, свекловодство.

## Медицина
Ишейская врачебная амбулатория.

## Религия
В селе есть мечеть Гузель.
В 1906 году действовала мечеть, при ней медресе.

## Образование
До установления советской власти действовало медресе. Сейчас — Ишеевская средняя школа, детский сад «Радуга». Есть библиотека.

## Культура
Ишеевский дом культуры. При нем действует башкирский народный ансамбль «Хазина»

## Известные уроженцы
- Тимербулатов, Виль Мамилович (род. 1 июня 1952) — депутат палаты представителей Государственного Собрания РБ, ректор Башкирского Государственного медицинского института[12].
- Загидуллин, Раис Нуриевич (20 февраля 1940—21 октября 2022) — советский и российский башкирский химик-технолог, доктор технических наук, Заслуженный деятель науки Республики Башкортостан (2003), Заслуженный деятель науки Российской Федерации (2007)[12].
- Загидуллина, Люция Нуриевна (род. 22 августа 1943) — советский российский биотехнолог, изобретатель[12].

## Достопримечательности
- Ишеевские пещеры.

Ранее возле Ишеево находился шихан Шахтау.